# آمیکیری

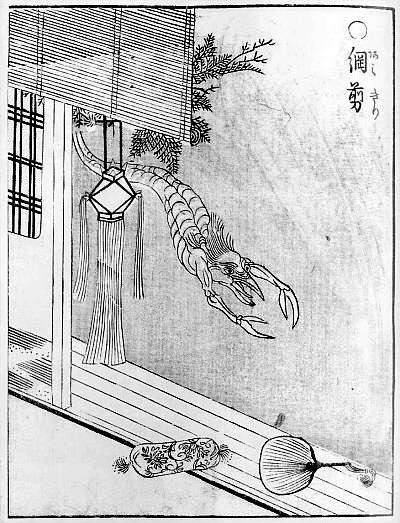
«آمیکیری» (網切) از گازو هیاکی یاکو اثر توری‌یاما سکیئن.

آمیکیری (網切 یا 網剪) نوعی یوکای در فولکلور ژاپنی است که در کتاب گازو هیاکی یاکو اثر توری‌یاما سکیئن به تصویر کشیده شده‌است. آمیکیری یوکای‌هایی کوچک و سخت‌پوستی هستند که شبیه به میگو یا خرچنگ می‌باشند. آن‌ها بدنی دراز، پوستهٔ صدفی قرمز، منقاری پرنده مانند و دو چنگال شبیه به قیچی همانند خرچنگ یا کژدم روی ساعدهای خود دارند. آن‌ها به گونه‌ای که ماهی در آب شنا می‌کند، در هوا پرواز می‌کنند و بسیار خجالتی هستند و به ندرت در مقابل انسان‌ها ظاهر می‌شوند.
به‌طور دقیق مشخص نیست که آمیکیری از کجا آمده‌است، اما از نظر نام و شکل ظاهری شباهت زیادی به یوکای بندپا مانندی تحت عنوان کامیکیری دارد. داستان‌هایی دربارهٔ آمیکیری بسیار نادر هستند و نام و شکل آن‌ها ممکن است در واقع یک جناس باشد؛ واژهٔ «آمی» در زبان ژاپنی به معنی تور است، اما نام نوعی میگوی ریز نیز است.